# Верхњаја Тура
Верхњаја Тура (рус. Верхняя Тура) град је у Русији у Свердловској области. Према попису становништва из 2010. у граду је живело 9461 становника.

## Становништво
| 1939.  | 1959.  | 1970.  | 1979.  | 1989.  | 2002.  | 2010. |
| ------ | ------ | ------ | ------ | ------ | ------ | ----- |
| 17.902 | 17.509 | 16.318 | 14.591 | 13.573 | 11.097 | 9.461 |